# La Battaglia del Cile: Il colpo di stato
La Battaglia del Cile: Il colpo di stato (La batalla de Chile: La lucha de un pueblo sin armas - Segunda parte: El golpe de estado) è un documentario del 1977 diretto da Patricio Guzmán.